# Oligonychus neoplegas
Oligonychus neoplegas är en spindeldjursart som beskrevs av Meyer 1964. Oligonychus neoplegas ingår i släktet Oligonychus och familjen Tetranychidae. Inga underarter finns listade i Catalogue of Life.